# Bisdom Embu
Het bisdom Embu (Latijn: Dioecesis Embuensis) is een rooms-katholiek bisdom met als zetel Embu, in Kenia. Het bisdom is suffragaan aan het aartsbisdom Nyeri. 

## Geschiedenis
Het bisdom werd opgericht op 9 juni 1986, uit delen van het bisdom Meru, en was suffragaan aan het aartsbisdom Nairobi. Op 21 mei 1990 veranderde het van kerkprovincie en werd suffragaan aan het aartsbisdom Nyeri. 

## Parochies
Het bisdom had in 2023 een oppervlakte van 2.714 km2 en telde 642.760 inwoners waarvan 52,4% rooms-katholiek was.

## Bisschoppen
- John Njue (9 juni 1986 - 9 maart 2002; kardinaal in 2007)
- Anthony Muheria (30 oktober 2003 - 28 juni 2008; apostolisch administrator: 28 juni 2008 - 25 juli 2009)
- Paul Kariuki Njiru (9 mei 2009 - 22 juli 2023)
- Peter Kimani Ndung’u (15 augustus 2024 - heden)